# 姦通罪
姦通罪（かんつうざい、英: adultery, criminal conversation）とは、婚姻して配偶者のある者が、他の者と姦通することにより成立する犯罪。

## 概要
日本においては伝統的に、姦通（あるいは不義密通、不倫）は重罪とされ、公事方御定書でも両者死罪の重罪とされ、協力者もまた中追放か死罪であった。また夫は現行犯の場合には姦男と妻を殺害しても罪には問われることがなかった。アイヌの社会においても、不義密通を犯した者は見せしめとして男女ともに耳そぎ、鼻そぎ、あるいは頭髪や髭を抜き取られた。
明治期に入り、1880年7月17日に布告された旧刑法（明治13年太政官布告第36号、1882年1月1日施行）においては、その353条に規定され、1907年4月24日に公布された刑法（明治40年法律第45号。1908年10月1日施行）183条に引き継がれた。

### 戦前の日本における犯罪構成要件
姦通罪は必要的共犯として、夫のある妻と、その姦通の相手方である男性の双方に成立するものであり、夫を告訴権者とする親告罪で、女性は告訴することができなかった。また、告訴権者である夫が姦通を容認していた場合には、告訴は無効とされ罰せられないものとされた。夫が告訴するには、姦婦との婚姻を解消し、または離婚の訴を提起した後でなければならない。再婚または離婚の訴の取下は告訴の取消と見なされる。内縁の夫のある婦女が他の男子と私通しても姦通罪は成立しない。正妻のある男が他の婦女と私通しても姦通罪は成立しない。
| 法律                               | 条数    | 条文 |
| ---------------------------------- | ------- | --- |
| 旧刑法（明治13年太政官布告第36号） | 第353条 | - 有夫ノ婦姦通シタル者ハ六月以上二年以下ノ重禁錮ニ處ス其相姦スル者亦同シ （夫のある女子で姦通した者は、6ヶ月以上2年以下の重禁錮に処する。その女子と相姦した者も同様とする。） - 此條ノ罪ハ本夫ノ告訴ヲ待テ其罪ヲ論ス但本夫先ニ姦通ヲ縱容シタル者ハ告訴ノ效ナシ （本条の罪は、夫の告訴がなければ公訴を提起することができない。ただし、夫自ら姦通を認めていた時は、告訴は効力を有しない。） |
| 旧刑法（明治40年法律第45号）       | 第183条 | - 有夫ノ婦姦通シタルトキハ二年以下ノ懲役ニ處ス其相姦シタル者亦同シ （夫のある女子が姦通したときは2年以下の懲役に処す。その女子と相姦した者も同じ刑に処する。） - 前項ノ罪ハ本夫ノ告訴ヲ待テ之ヲ論ス但本夫姦通ヲ縱容シタルトキハ告訴ノ效ナシ （前項の罪は夫の告訴がなければ公訴を提起することができない。ただし、夫自ら姦通を認めていた時は、告訴は効力を有しない。）                      |
| 旧民法                             | 第768条 | 姦通によって離婚または刑の宣告を受けた者は相姦者と婚姻することはできない。 |

### 戦後の廃止
第二次世界大戦後、1947年（昭和22年）5月3日に施行された日本国憲法には、男女平等が定められ（第14条）、男性にとって都合の良い姦通罪は、同条に違憲となる状態となった。一部には「妻のある男性にも平等に適用するように改正すれば、憲法に違反しない」とする意見もあり、当時の世論は、若者が両罰化に賛成で、年配者が姦通罪廃止に賛成という意見だったが、同年10月26日の刑法改正によって、刑事罰としての姦通罪は廃止された。

## 他の地域の状況

### アメリカ合衆国

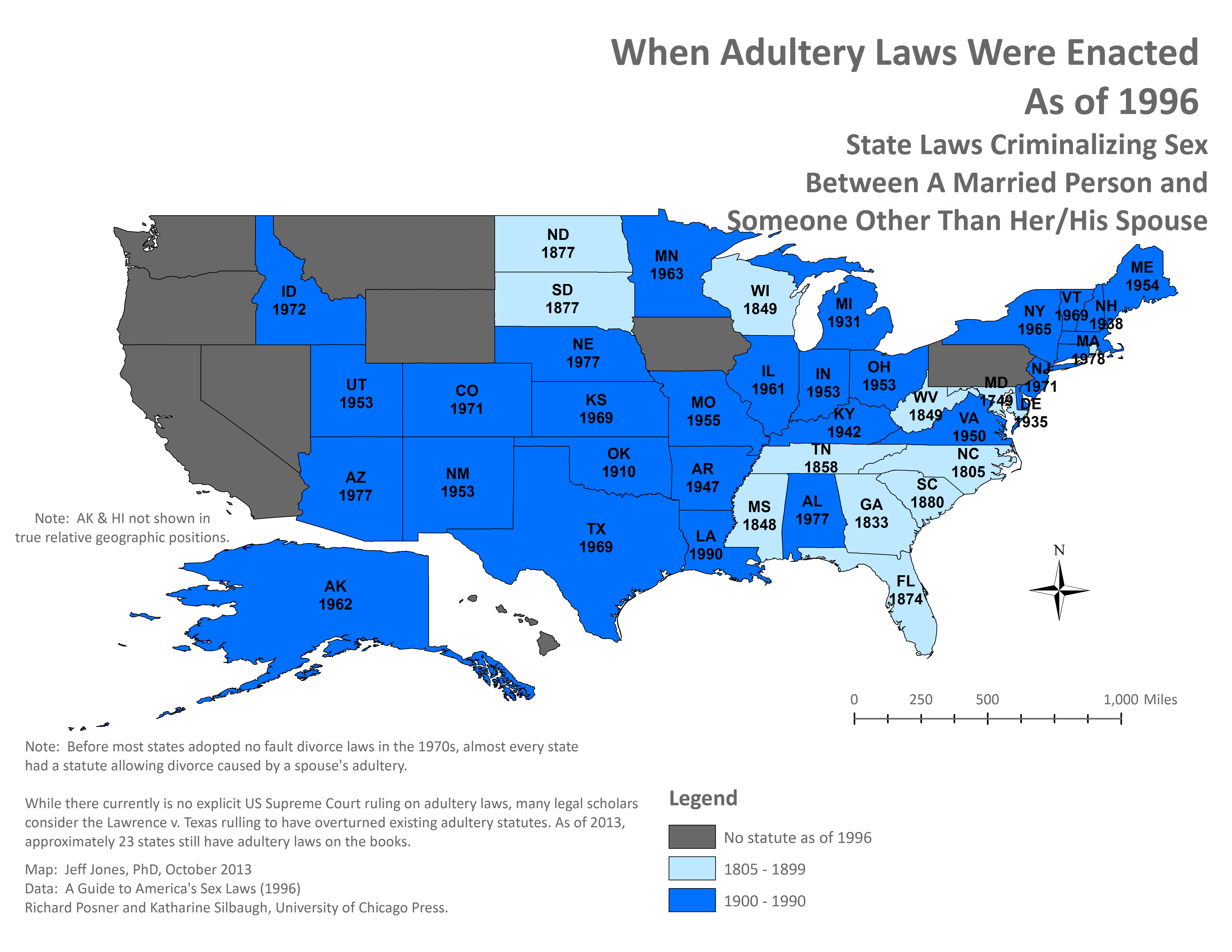
1996年時点において姦通罪が適用される州の一覧. 右記のサイトの一部として作成されたものhttps://middlingamerica.blogspot.com./

東部、南部を中心に21州において、姦通は犯罪とされている。またアメリカ軍においても、潜在的な軍規違反行為とされており、軍事裁判の対象となっている。

### 大韓民国
大韓民国においては、1905年の大韓帝国時代から姦通罪が法制化され、1953年成立の刑法241条で、2年以下の懲役刑が制定されていたが、2015年2月26日に憲法裁判所で、裁判官9人のうち7人の多数決で違憲との確定判決が下された事で、即時廃止された。
この判決により、2008年10月31日以降にまで遡及適用され、その日以降に発生した姦通罪の罰則無効の効力が発生した。韓国の憲法裁判所はこれまで、1990年・1993年・2001年・2008年10月30日の過去4回に渡り、姦通罪は大韓民国憲法と照らし合わせて『合憲』との確定判決を下していた。
日本の旧規定とは異なり、配偶者のある者には、男性・女性を問わず姦通罪が適用され、両性から告訴が出来た。姦通罪を犯した者の配偶者が告訴権者となる親告罪であり、告訴権者が姦通を慫慂又は宥恕した場合には告訴する事が出来無い点は、日本の旧規定と同じであった。
また刑法罰のため、性交しなければ成立せず、男性器が膣に挿入される行為がなければ、ほかに何をしようと処罰出来ないため、自白せず容疑を頑なに否認されると、立証はとても難しかった。捜査で不倫現場に警察官が踏み込み、逮捕されることがあったが、違憲判決により、それが無くなった。

### 中華民国・台湾
中華民国においては、姦通罪が刑法239条で定められていた（認定されると浮気相手を含めて１年以内の懲役刑を科すことができる）が、既婚男性が妻以外の女性と性的関係を持った場合、妻が浮気相手の女性だけを訴えるケースが多く、女性に不利な法律と指摘されてきた。2017年5月18日の司法改革国是会議において、姦通罪の廃止を目指す決議案が全員一致で採択され、それから3年後の2020年5月29日の司法院大法官会議（＝憲法裁判所）において「憲法が保障する性の自主権を制限している」などとして、違憲とする憲法解釈を示した。これにより、長年続いてきた同罪は失効し、即日廃止された。

### フィリピン
カトリックが国教であるフィリピンにおいては、最高で禁固6年の犯罪にあたる。

### イスラム圏
イスラム国家では、殆どの国家が禁止している。ハンムラビ法典で姦通は重罪とされ、イスラム法での最高刑は死刑である。また、アフガニスタン・イラン・パキスタンにおいてはズィナーとされ、最高刑は石打ちによる死刑である。

### アフリカ
ソマリア・ナイジェリアにおいてはズィナーとされ、最高刑は石打ちによる死刑である。